# Roger Delgado
Roger de Delgado, né le 1er mars 1918 à Londres et mort le 18 juin 1973 en Turquie, est un acteur anglais principalement connu pour ses nombreux rôles à la télévision anglaise.

## Biographie

### Enfance
Né dans le quartier de Whitechapel à Londres d'une mère belge et d'un père espagnol, il fréquente enfant une école catholique dans le quartier de Holland Park. Il se tourne assez vite vers le monde du théâtre.

### Carrière
Dès 1955, il commence à apparaître dans de nombreuses séries télés anglaises, comme Quatermass II, puis en 1956 dans le film de Powell et Pressburger, La Bataille du Rio de la Plata. Il commence à être connu du grand public en 1961 pour son rôle du fourbe Mendoza dans la série de la ITV Sir Francis Drake, le corsaire de la reine. Delgado est très souvent engagé pour jouer des rôles de méchant ou de traître et fait plus de 16 apparitions dans les productions ITV de cette époque telles que Destination Danger (1961), Le Saint (1962 et 1966), Les Champions (1969), Mon ami le fantôme (1969) et Amicalement vôtre  (1971). Il joue aussi des rôles dans Chapeau melon et bottes de cuir (1961 et 1969), The Power Game (1966) et Crossfire (1967) et apparaît dans le film Astronautes malgré eux.
En 1971, il est engagé pour jouer dans Doctor Who le rôle du méchant récurrent Le Maître , sorte d'opposé maléfique du Docteur à l'époque joué par Jon Pertwee. Tenant ce rôle durant la totalité de la saison 8, de Terror of the Autons (janvier 1971) jusqu'à The Dæmons (juin 1971) il ne fait plus que des apparitions ponctuelles une à deux fois par saison durant les saisons 9 et 10 (The Sea Devils, The Time Monster et Frontier in Space). Ne trouvant pas de rôle sur d'autres séries car les producteurs s'imaginait qu'il faisait partie du casting permanent de Doctor Who, il demande à moins apparaître dans la série et son personnage aurait trouvé la mort dans l'épisode The Final Game mais cet épisode fut abandonné à la suite de sa mort soudaine.
Sa dernière apparition télévisée fut pour la série d'ITC The Zoo Gang en 1974.

### Mort
Roger Delgado meurt à l'âge de 55 ans d'un accident de la route en Turquie alors qu'il tournait un épisode de La Cloche tibétaine. Il se trouvait en voiture avec deux techniciens quand la voiture dérapa et tomba dans un ravin. Plus tard, l'acteur Jon Pertwee affirma que cette mort fut l'une des raisons qui le poussèrent à quitter la série Doctor Who.

## Filmographie

### Cinéma
- 1952 : Murder at Scotland Yard de Victor M. Gover : George Grayson
- 1953 : Capitaine Paradis  (The Captain's Paradise)  de Victor M. Gover : Kalikan policeman
- 1953 : The Broken Horseshoe de Martyn C. Webster : Felix Galegos
- 1953 : The Missing Man de Ken Hughes (court métrage) : Inspecteur de police parisien
- 1953 : Blood Orange de Terence Fisher : Marlowe
- 1954 : Meurtre sur la Riviera (Beautiful Stranger) de David Miller : l'officier de police
- 1954 : Les Belles de Saint-Trinian (The Belles of St. Trinian's) de Frank Launder : l'assistant du sultan
- 1954 : Third Party Risk de Daniel Birt : Detective Gonzales
- 1955 : Les Quatre Plumes blanches (Storm Over the Nile)  de Zoltan Korda  et Terence Young : l'espion
- 1956 : La Croisée des destins (Bhowani Junction)  de George Cukor : conducteur de train
- 1956 : Destination Death (court métrage)  de Montgomery Tully : Lisbon Police Officer
- 1956 : La Bataille du Rio de la Plata (The Battle of the river plate)  de Michael Powell  et Emeric Pressburger : Capitaine Varela
- 1957 : Manuela de Guy Hamilton : l'étranger
- 1957 : The Case of the Smiling Widow de Montgomery Tully (court métrage) : Commissario
- 1957 : 7 jours d'angoisse (Man in the Shadow) de Montgomery Tully : Alberto
- 1958 : Requins de haute mer (Sea Fury) de Cy Endfield : Salgado
- 1958 : Mark of the Phoenix de Maclean Rogers : Gavron
- 1959 : Le Pionnier de l'espace (First Man into Space) de Robert Day : Ramon de Guerrera
- 1959 : Le Troisième Homme sur la montagne (Third Man in the Mountain) de Ken Annakin : le touriste italien
- 1959 : Les Étrangleurs de Bombay (First Man into Space) de Terence Fisher : Bundar
- 1959 : The Day the sky Fell In (court métrage) de Barry Shawzin : Dr. Niemand
- 1960 : Sands of the Desert de John Paddy Carstairs : Abu Nial
- 1961 : Le Cavalier noir (The singer not the song) de Roy Ward Baker : Pedro de Cortinez
- 1961 : L'Empreinte du dragon rouge  (The Terror of the Tongs) d' Anthony Bushell : Tang Hao - Tong enforcer
- 1962 : Village of Daughters de George Pollock : Francisco Predati
- 1962 : Astronautes malgré eux (The Road to Honk Kong) de Norman Panama : Jhinnah
- 1962 : Sept heures avant la frontière (Guns of Darkness) d' Anthony Asquith : Hernandez (voix)
- 1962 : Les Enfants du capitaine Grant ( In Search of the Castaways ) de Robert Stevenson : Patagonian prisoner
- 1963 : Au bord du gouffre  (The Mind Benders) de Basil Dearden : Docteur Jean Bonvoulois
- 1963 : Le Deuxième Homme (The Running Man) de Carol Reed : le docteur espagnol
- 1964 : X3 agent spécial  (Hot Enough for June) de Ralph Thomas : Josef
- 1965 : Doubles masques et agents doubles (Masquerade) de Basil Dearden : Ahmed Ben FaÃfffÃf'Ã'Â¯d
- 1966 : Khartoum de Basil Dearden et Eliot Elisofon : Sheikh Abdul
- 1966 : The Sandwich Man de Robert Hartford-Davis : Abdul - Carpet Seller
- 1967 : Dans les griffes de la momie ( The Mummy's Shroud) de John Gilling : Hasmid
- 1968 : Star! de Robert Wise : l'ambassadeur français
- 1969 : Assassinats en tous genres (The Assassination Bureau) de Basil Dearden : membre du bureau
- 1970 : Les baroudeurs  (You Can't Win 'Em All) de Peter Collinson : Capitaine Enver (voix)
- 1970 : Face aux nazis ( Underground) d' Arthur H. Nadel : Xavier
- 1972 : Antoine et Cléopâtre ( Antony and Cleopatra) de Charlton Heston : le devin

### Télévision
- 1948 : Distinguished Gathering (téléfilm) réalisation non crédité : Eliot Richard Vines
- 1952 : Operation Diplomat (épisode : Gilda) : Harrison
- 1952 : Portrait of Peter Perowne (téléfilm) de Rudolph Cartier : Hatton
- 1954 : The Three Musketeers (série, 6 épisodes) : Athos
- 1955 : The Vale of Shadows (téléfilm) de Rudolph Cartier : Matthew
- 1955 : St.Ives (2 épisodes) : Gautier
- 1955 : Quatermass II (épisode : The Coming) : Hugh Conrad
- 1955 : London Playhouse (épisode : Adeline Girard) : Jack Wilson
- 1955 : The Alien Sky (téléfilm) de John Jacobs : Mahmoud
- 1956 : The Advencing Shadow (téléfilm) réalisateur non crédité : Talibh
- 1956 : The Scarlet Pimpernel (épisode : The Farmer's boy) : Andre
- 1956 : Nom-de-Plume (épisodes : The Eye of the Morning : le président de la court martiale; The Man Who Made People : Regisseur)
- 1957 : Assignment Foreign Legion (épisode : The Coward) : Lieutenant Lachaise
- 1957 : The Buccaneers (épisodes : Dangerous Cargo: Capitaine Mendoza; Conquistador et Conquest of New Providence : Don Ferdinand Esteban)
- 1957 : The Bloodless Arena (téléfilm) de John Elliot : Rajatilleke
- 1957 : Huntingtower (série télévisée, 6 épisodes) : Speidel
- 1957 : Billy Bunter of Greyfriars School (épisode : Bunter The Ventriloquist) : Monsieur Charpentier
- 1957 : Overseas Press Club-Exclusive (épisode : Two against the Kremlin) : le diplomate argentin
- 1957 : Doña Clarines (téléfilm) réalisateur non crédité : Luján
- 1957 : O.S.S. (série télévisée) (épisode : Operation Big House) : Luigi
- 1955-1957 : BBC Sunday-Night Theatre 6 épisodes (The legend of Pepito : Père Francisco; The White Falcon :  Mark Smeaton; The Cold Light : Jean-Marie Merminod; Myself a stranger : Hercules de Soysa; The English Family Robinson, 2e partie : The Little World : Mr Lal; Counsellor at law : John P. Tedesco)
- 1957 : The Silver Sword (épisode : Escape from Bavaria) : le nazi
- 1957 : Sword of Freedom (épisode : Angelica's Past) : Virelli
- 1958 : Robin des Bois (The Adventures of Robin Hood) : (épisode The Minstrel) : Ambassador
- 1958 : Queen's Champion (série télévisée) 8 épisodes : Don Jose
- 1958 : Women in love (téléfilm) de Julian Aymes , Joan Kemp-Welch et Tania Lieven : Luis
- 1958 : White Hunter (épisode : Killer leopard) : Gomez
- 1959 : William Tell (épisode : The Black Brothers) : Luigi
- 1959 : Hancock's Half Hour (épisode : Spanish Interlude) : Night Club Manager
- 1959 : The Three Princes (téléfilm) réalisateur non crédité : The Prince of the Rising Sun
- 1960 : Saturday Playhouse (épisode : Conflict at Kalanadi) : J.L. Blenkin QC
- 1960 : The Splendid Spur (épisode : Joan of the Tor) : Sir Basil Grenville
- 1960 : About Religion (épisode : The news on good friday) : Chamberlain
- 1960 : The Four Just Men (série télévisée) 2 épisodes :  Inspecteur Rossi
- 1960 : The Long Way Home (épisode : Over the Line) : Richter
- 1960 : Armchair Mystery Theatre (épisode : Flight from Treason) : Curt
- 1960 : Rendezvous (épisode : Next time you'll see Venice) : Gallo Briganti
- 1960 : Armchair Theatre (épisode : A Heart and a Diamond) : Antonio
- 1960 : Biggles (épisode : Biggles on the Nile en 3 parties) : Dr. ahmed Zakar
- 1960 : The Odd Man (série télévisée) 3 épisodes : Bernard Berridge
- 1960 : Paul of Tarsus (épisode : Jerusalem) : Tertullus
- 1960 : Somerset Maugham Hour (épisode : The human element) : le gouverneur italien
- 1961 : One step beyond (épisode : The face) : capitaine Santoro
- 1960-1961 : Knight Errant Limited (2 épisodes : Standing Room Only, 1960 : Oscar Lederer; Seawolf in Lisbon, 1961 : Branco)
- 1961 : Destination Danger (épisode : Au fond du lac) : Von Golling
- 1961 : Triton (série télévisée) 2 épisodes : The Man with the Patch
- 1961 : Plateau of Fear (épisode 6) : General Perera
- 1961-1962 : Sir Francis Drake, le corsaire de la reine (Sir Francis Drake ou The Adventures of Sir Francis Drake) (série télévisée) 7 épisodes : Mendoza
- 1962 : Saki (minisérie) 1 épisode : Laposhka
- 1962 : Richard the lionheart (épisode : The Norman King) : Laki
- 1962 : Z-Cars (épisode : Business Trip) : Gregori Katsybalis
- 1963 : Comedy Playhouse (épisode : And Here, All the Way From...) : rôle sans nom
- 1963 : The Human Jungle (épisode : The two edge sword) : Wirral
- 1962-1963 : Maigret (épisodes : The Madman of Vervac, 1962 : Fouché; Peter the lett, 1963 : Pepito)
- 1963 : Espionage (épisode : A Camel to ride) : Gebal
- 1961-1964 : Ghost Squad (épisodes : Death from a distance, 1961 : Holgar; Quarantine at Kavar, 1962 : Major Sayid; The Heir Apparent, 1963) : Ben Ali; Death of a cop, 1964 : De Souza)
- 1964 : Crane (épisode : Murder is waiting) : Barman
- 1964 : The Protectors (épisode : Freedom!) : Boris Slankin
- 1964 : Madame Bovary (épisode : Judgement) : Clerk
- 1964 : Detective (épisode : Death in Ecstasy) : De Revigne
- 1964 : Sergeant Cork (épisode : The Case of the Great Pearl Robbery) : Inspecteur Puichard
- 1964 : The Valiant Varneys (épisode : The Incredible Adventures of Jingles Varney) : rôle sans nom
- 1964 : Laughter from the Whitehall (épisode : Simple Spymen) : Max
- 1965 : Sherlock Holmes (épisode : The Disappearance of Lady Frances Carfax) : Moser
- 1964 : The Protectors (épisode : Freedom!) :   (série télévisée, 4 épisodes) : Henri Boncar/Luis Mendoza
- 1966 : BBC Show of the Week (épisode : Norman Vaughan ) : rôle sans nom
- 1966 : Orlando (épisodes : Lady in Waitinget Corpse Diplomatic ) : King Halara
- 1966 : Court Martial (épisode : The Liberators) : Salvatore Fratuzzi
- 1966 : The Power Game (épisode : The Front Men) : Farid Salem
- 1962-1966 : Le Saint (série TV) (épisodes : La leçon de voyage, 1962 : Le directeur de l'hôtel ; Le Fugitif, 1966 : Capitaine Rodriguez)
- 1962-1967 : ITV Play of the Week (série TV) (épisodes : Knife in the family, 1957 : Lou Ricci; The strong are lonely, 1958 : Alvaro Catalde; The Successor, 1965 : Cardinal of Rio: The Crossfire, 1967 : Dr Si Cada)
- 1967 : Mrs Thursday (épisode : A Genuine Moorish Momento) : Sergent Champignon
- 1968 : L'homme à la valise (The Man in the Suitcase) (épisode Burden of Proof ) : Ambassador
- 1968 : Virgin of the Secret Service (épisode : The Rajah and the Suffragette ) : Vizier
- 1968 : Vendetta (épisode : The Money Man ) : Gianmaria Negrini
- 1968 : The man in the Iron Mask (série) 7 épisodes : M. Fouquet
- 1968 : Harry Worth (épisode : James Bond-Where are you?) : Kuroff
- 1968 : Les Champions (The champions) (épisode :La traversée du désert) : Yussef
- 1961-1969 : Chapeau melon et bottes de cuir (The Avengers) (épisode saison 1 Crescent Moon : Vasco; saison 6 Le visage : Kreer)
- 1969 : The troubleshooters (épisode : So you think you're one of us ) : Souza
- 1969 : Viewpoint (épisode : Black river bishop ) : actor
- 1969 : Mon ami le fantôme (Randall and Hopkirk (Deceased)) (épisode : The Ghost Who Saved the Bank at Monte Carlo ) : Tapiro
- 1970 : The Borderers (épisode : Among the eagles ) : Sieur Le Trompeur
- 1970 : Codename (épisode : Have a word with Greco ) : Rogov
- 1971 : Amicalement vôtre (The Persuaders) (épisode :Le coureur de dot) : Estoban
- 1972 : Les Rivaux de Sherlock Holmes (épisode : Madame Sara ) : Silva
- 1972 : Jason King (épisode : The Stones of Venice ) : Capitaine Garozzo
- 1972 : Aquarius (épisode : Down by the Greenwood Side - A Pantomime with a Difference ) : Dr. Blood
- 1973 : BBC Play of the Month (épisode : The Adventures of Don Quixote) : Officer of the Holy Brotherhood
- 1971-1973 : Doctor Who (série TV) : Le Maître
- 1974 : The Zoo Gang (épisode : The Lion Hunt ) : Pedro
- 1974 : La Cloche tibétaine (série TV) : Paco